# Grand Prix Hiszpanii 1996
Wyniki Grand Prix Hiszpanii na Circuit de Catalunya 2 czerwca 1996.

## Wyniki

### Kwalifikacje
| P                       | Nr | Kierowca              | Konstruktor(-silnik) | Opony | Czas     | Odstęp   | Strata   |
| ----------------------- | -- | --------------------- | -------------------- | ----- | -------- | -------- | -------- |
| 1                       | 5  | Damon Hill            | Williams-Renault     | G     | 1:20.650 | -        | -        |
| 2                       | 6  | Jacques Villeneuve    | Williams-Renault     | G     | 1:21.084 | 0:00.434 | 0:00.434 |
| 3                       | 1  | Michael Schumacher    | Ferrari              | G     | 1:21.587 | 0:00.503 | 0:00.937 |
| 4                       | 3  | Jean Alesi            | Benetton-Renault     | G     | 1:22.061 | 0:00.474 | 0:01.411 |
| 5                       | 4  | Gerhard Berger        | Benetton-Renault     | G     | 1:22.125 | 0:00.064 | 0:01.475 |
| 6                       | 2  | Eddie Irvine          | Ferrari              | G     | 1:22.333 | 0:00.208 | 0:01.683 |
| 7                       | 11 | Rubens Barrichello    | Jordan-Peugeot       | G     | 1:22.379 | 0:00.046 | 0:01.729 |
| 8                       | 9  | Olivier Panis         | Ligier-Mugen-Honda   | G     | 1:22.685 | 0:00.306 | 0:02.035 |
| 9                       | 14 | Johnny Herbert        | Sauber-Ford          | G     | 1:23.027 | 0:00.342 | 0:02.377 |
| 10                      | 7  | Mika Häkkinen         | McLaren-Mercedes     | G     | 1:23.070 | 0:00.043 | 0:02.420 |
| 11                      | 15 | Heinz-Harald Frentzen | Sauber-Ford          | G     | 1:23.195 | 0:00.125 | 0:02.545 |
| 12                      | 19 | Mika Salo             | Tyrrell-Yamaha       | G     | 1:23.224 | 0:00.029 | 0:02.574 |
| 13                      | 17 | Jos Verstappen        | Footwork-Hart        | G     | 1:23.371 | 0:00.147 | 0:02.721 |
| 14                      | 8  | David Coulthard       | McLaren-Mercedes     | G     | 1:23.416 | 0:00.045 | 0:02.766 |
| 15                      | 12 | Martin Brundle        | Jordan-Peugeot       | G     | 1:23.438 | 0:00.022 | 0:02.788 |
| 16                      | 18 | Ukyō Katayama         | Tyrrell-Yamaha       | G     | 1:24.401 | 0:00.963 | 0:03.751 |
| 17                      | 10 | Pedro Diniz           | Ligier-Mugen-Honda   | G     | 1:24.468 | 0:00.067 | 0:03.818 |
| 18                      | 20 | Pedro Lamy            | Minardi-Ford         | G     | 1:25.274 | 0:00.806 | 0:04.624 |
| 19                      | 21 | Giancarlo Fisichella  | Minardi-Ford         | G     | 1:25.531 | 0:00.257 | 0:04.881 |
| 20                      | 16 | Ricardo Rosset        | Footwork-Hart        | G     | 1:25.621 | 0:00.090 | 0:04.971 |
| Nie zakwalifikowali się |    |                       |                      |       |          |          |          |
|                         | 22 | Luca Badoer           | Forti-Ford           | G     | 1:26.615 | 0:00.994 | 0:05.965 |
|                         | 23 | Andrea Montermini     | Forti-Ford           | G     | 1:27.358 | 0:00.743 | 0:06.708 |
| P                       | Nr | Kierowca              | Konstruktor(-silnik) | Opony | Czas     | Odstęp   | Strata   |

### Wyścig
| P                 | + / – | Nr | Kierowca              | Konstruktor        | Opony | Okr. | Czas / Strata | Komentarz      |
| ----------------- | ----- | -- | --------------------- | ------------------ | ----- | ---- | ------------- | -------------- |
| 1                 | 2     | 1  | Michael Schumacher    | Ferrari            | G     | 65   | 1h59:49.307   |                |
| 2                 | 2     | 3  | Jean Alesi            | Benetton-Renault   | G     | 65   | +0:45.302     |                |
| 3                 | 1     | 6  | Jacques Villeneuve    | Williams-Renault   | G     | 65   | +0:48.388     |                |
| 4                 | 7     | 15 | Heinz-Harald Frentzen | Sauber-Ford        | G     | 64   | +1 okr.       |                |
| 5                 | 5     | 7  | Mika Häkkinen         | McLaren-Mercedes   | G     | 64   | +1 okr.       |                |
| 6                 | 11    | 10 | Pedro Diniz           | Ligier-Mugen-Honda | G     | 63   | +2 okr.       |                |
| Niesklasyfikowani |       |    |                       |                    |       |      |               |                |
|                   |       | 17 | Jos Verstappen        | Footwork-Hart      | G     | 47   |               | poślizg        |
|                   |       | 11 | Rubens Barrichello    | Jordan-Peugeot     | G     | 45   |               | dyferencjał    |
|                   |       | 4  | Gerhard Berger        | Benetton-Renault   | G     | 44   |               | poślizg        |
|                   |       | 14 | Johnny Herbert        | Sauber-Ford        | G     | 20   |               | poślizg        |
|                   |       | 12 | Martin Brundle        | Jordan-Peugeot     | G     | 17   |               | dyferencjał    |
|                   |       | 5  | Damon Hill            | Williams-Renault   | G     | 10   |               | poślizg        |
|                   |       | 18 | Ukyō Katayama         | Tyrrell-Yamaha     | G     | 8    |               | elektryka      |
|                   |       | 2  | Eddie Irvine          | Ferrari            | G     | 1    |               | poślizg        |
|                   |       | 9  | Olivier Panis         | Ligier-Mugen-Honda | G     | 1    |               | wypadek        |
|                   |       | 21 | Giancarlo Fisichella  | Minardi-Ford       | G     | 1    |               | wypadek        |
|                   |       | 8  | David Coulthard       | McLaren-Mercedes   | G     | 0    |               | kolizja z Lamy |
|                   |       | 20 | Pedro Lamy            | Minardi-Ford       | G     | 0    |               | wypadek        |
|                   |       | 16 | Ricardo Rosset        | Footwork-Hart      | G     | 0    |               | wypadek        |
| Zdyskwalifikowani |       |    |                       |                    |       |      |               |                |
|                   |       | 19 | Mika Salo             | Tyrrell-Yamaha     | G     | 16   |               | [ 1 ]          |
| P                 | + / – | Nr | Kierowca              | Konstruktor        | Opony | Okr. | Czas / Strata | Komentarz      |

### Najszybsze okrążenie
| Nr | Kierowca           | Konstruktor | Opony | Czas     | Okr. |
| -- | ------------------ | ----------- | ----- | -------- | ---- |
| 1  | Michael Schumacher | Ferrari     | G     | 1:45.517 | 14   |